# 銜口錢
銜口錢是於喪葬時置於死者遺體口中的一塊銅錢，是東亞喪葬習俗的一種。據悉該銅錢能阻礙死者亡靈於閻羅王前告狀。

## 跨文化呼應
古希臘亦有相似風俗，稱為冥河渡資。